# Fleetwings BQ-2
Le Fleetwings BQ-2 était un aéronef sans pilote « jetable » — décrit à l'époque comme un « drone d'assaut » —, développé pour les United States Army Air Forces (USAAF) par la société américaine Fleetwings (en) pendant la Seconde Guerre mondiale. Seul un exemplaire de ce modèle fut produit. L'appareil fut ensuite considéré comme étant trop cher pour être utilisé en service régulier et le projet fut annulé après une brève période d'essais en vol.

## Conception et développement
La conception du BQ-2 débuta le 10 juillet 1942, via un programme de développement de « torpilles aériennes » — des bombes volantes sans pilote — qui avait été lancé en mars de la même année. Le constructeur Fleetwings se vit attribuer un contrat pour un exemplaire de chacun des drones d'assaut XBQ-1 et XBQ-2, propulsé par deux moteurs à cylindres à plat Lycoming XO-435 (en) et équipé d'un train d'atterrissage fixe en configuration tricycle. Ce dernier était largable, afin de donner à l'appareil de meilleures caractéristiques aérodynamiques une fois en vol.
En option, le BQ-2 pouvait aussi être piloté : un cockpit monoplace était installé pour les vols de convoyage et d'entraînement. Un carénage devait remplacer la verrière pour les missions opérationnelles. Le BQ-2 aurait dû emporter une charge militaire de 2 000 livres (907 kg) sur une distance de 2 763 km à une vitesse de 362 km/h, puis aurait été détruit en attaquant sa cible. Un exemplaire du Fleetwings BQ-1 fut également construit. Bien que sa désignation puisse prêter à confusion, le XBQ-2 a été construit et testé avant le XBQ-1. La principale différence entre les deux appareils était leur motorisation, le XBQ-2 recevant des moteurs en étoile à la place des moteurs à cylindres à plat du XBQ-1.

## Essais en vol
Les moteurs XO-435 furent retirés du XBQ-2 avant la fin de sa conception, étant remplacé par deux moteurs en étoile Lycoming R-680, l'avion recevant alors la désignation de XBQ-2A.
Après une série de tests du système de télécommande — basé sur une télévision — réalisés en octobre 1943 à l'aide d'un drone-cible PQ-12 modifié,, le XBQ-2A effectua son premier vol en 1943. Après une série d'essais en vol, le concept fut jugé trop cher pour être utilisé opérationnellement, et le programme fut annulé, en décembre de la même année.

## Spécifications techniques (XBQ-2A)

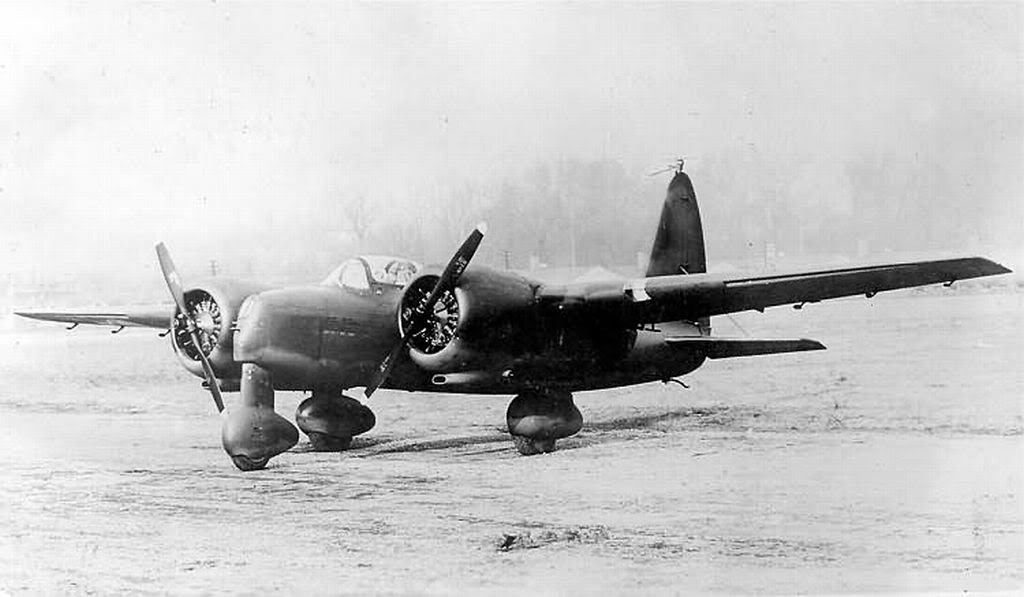
Le XBQ-2A, à moteurs en étoile.

Données de Andreas Parsch, 2005.
Caractéristiques générales
- Équipage : 1 pilote (pour les vols de convoyage ou d'entraînement)
- Envergure : 14,81 m
- Masse typique : 3 493 kg
- Moteur : 2   moteurs à 9 cylindres en double étoile refroidis par air Lycoming R-680-13 de 280 ch (210 kW)   chacun

 Performances 
- Vitesse de croisière : 362 km/h
- Distance franchissable : 2 763 km  à une vitesse de 362 km/h et avec une charge militaire de 907 kg

Armement

- Charge militaire de 907 kg

### Article
- (en) William Winter, « The Push-Button War Fable », Flying Magazine, vol. 41, no 4,‎ octobre 1947, p. 47–49, 71–72 (ISSN 0015-4806, présentation en ligne, lire en ligne).